# Didymella lycopersici
Didymella lycopersici (Synonym: Boeremia lycopersici) ist eine Art aus der Ordnung der Pleosporales in der Abteilung der Schlauchpilze (Ascomycota). Sie ist der Erreger der Didymella-Stängelfäule (auch Tomatenstängelfäule genannt) vor allem bei Tomate, aber auch bei Kartoffel, Aubergine und Paprika.

## Merkmale
Die Pseudothecien werden in der Kultur 120–200 µm und am Wirt bis zu 300 µm groß, sind rundlich, hellbraun mit einer warzenartigen Öffnung (Ostiolum). Die bitunicaten Asci sind zylindrisch bis keulig, kurz gestielt oder sitzend mit acht Sporen und erreichen eine Größe von 50–70 × 8–9 µm in der Kultur bzw. 70–95 × 6–10 µm am Wirt. Die hyalinen Sporen besitzen Öltropfen, sind unregelmäßig zweireihig, elliptisch und werden in der Kultur 12–15 × 5 µm und am Wirt 16–18 × 5,5 µm groß. Die Pseudoparaphysen sind fadenförmig, ebenfalls hyalin und septiert.
Die dunkelbraunen Pyknidien erscheinen am Stängel, Blättern oder Früchten sind einzeln oder gesellig. Sie sind zuerst im Gewebe eingesenkt oder brechen dann hervor und erreichen einen Durchmesser von 140 bis 200 µm in Kultur bzw. 180–250 µm am Wirt. Ihre Zellwände bestehen aus pseudoparenchymatischen Zellen, an deren äußersten Schicht leicht dicker.
Die Konidien sind hyalin, elliptisch bis eiförmig, mit keiner oder höchstens einer Septe und werden 6–10 × 2–3 µm groß.

### Morphologie und Lebenszyklus
Der Pilz überwintert in Pflanzenresten mittels Konidien. Übertragungen durch Ascosporen über die Luft oder infizierte Samen scheinen weniger häufig vorzukommen. Sporen werden vor allem auf älteren Befallsstellen gebildet. Mit erneuter Feuchte wächst graues bis rosa Mycel und Sporen bilden sich erneut. Diese werden mit Wasserspritzern und mechanisch über Werkzeuge und Kleidung weiterverbreitet. Mittels Wasserspritzer können sich die Sporen über 100 bis 75 cm nach oben und unten an der Pflanze ausbreiten. Der Pilz kann auch über rezirkulierende Bewässerungssysteme verbreitet werden und zu Infektionen führen. Durch hohe Feuchtigkeit, Licht und Temperaturen bei 15 °C wird Didymella begünstigt. Optimales Wachstum findet bei 15–20 °C statt. Über 20 °C entwickelt sich der Pilz nur unter sehr günstigen Bedingungen besser. Die Nebenfruchtform tritt am meisten auf, während die Hauptfruchtform, die Perithecien, fast nie zur Verbreitung beiträgt. Die Ausbreitung vom Boden her ist stärker als die über das Saatgut. Auf dem Saatgut können sich die Sporen maximal 9 Monate halten.

### Symptome
Befallen werden kann bei Tomate die ganze Pflanze. D. lycopersici tritt meist im Freiland und nur gelegentlich im Gewächshaus auf. In der Regel wird die Pflanze im unteren Bereich und vom Wurzelhals aufwärts befallen. Dabei wird meist zuerst der Stängel besiedelt, indem sich Lesionen bilden. Die Lesionen sind braun bis dunkelbraun. Dabei sinkt das Rindengewebe ein und in späterem Stadium bilden sich schwarze Pünktchen (Fruchtkörper), die Pyknidien. Bei starkem Stängelbefall wird der Saftstrom unterbrochen und die Pflanze stirbt oberhalb der Befallsstelle ab. Dabei wird auch das Gewebe unter der Rinde zerstört. Der Stängel wird weich und unter feuchten Bedingungen wird ein rosa Gewebe gebildet und eine Wässrige Sporenmasse tritt aus. Ist der Befall etwas schwächer welkt die Pflanze nur, wobei die Früchte zur Notreife kommen. Besonders Befallsstellen höher an der Pflanze werden durch Wasserspritzer mit Sporen verursacht. Auch Blätter und Früchte können befallen werden. Die Früchte werden jedoch fast nur im Freiland befallen. Befall kann dort an allen Stellen auftreten, beginnt aber meist am Blütenkelch und wächst rasch. Das Wachstum zeigt sich mit konzentrischen Ringen, die erst wässrig-ölig aussehen und später schwärzlich eingesunken sind. Auch an diesen Stellen bilden sich Pyknidien. Bei vollständigem Befall der Frucht spricht man von Mumifizierung. Der Befall am Blatt sieht dem von Alternaria ähnlich. Der Fleck wird jedoch hellbraun bis grau mit Pyknidien ähnlich Phoma lingam bei Kohlgewächsen. Später kann die befallene Stelle wie bei Schrotschuss herausfallen. Manchmal wird dabei das ganze Blatt zerstört. Auch der Befall vom Wurzelhals abwärts ist bekannt, wobei die Pflanze jedoch weiterwächst und Welke- oder Vergilbungserscheinungen der älteren Blätter zeigt. Auf sandigeren Standorten kommt die Krankheit weniger vor. Das Eindringen des Schaderregers wird jedoch durch Verletzungen der Pflanze gefördert. Sehr selten werden auch die Wurzeln befallen.

### Verbreitung
Didymella lycopersici ist weitverbreitet. In Kanada kommt sie gelegentlich in der Gegend von British Columbia und Nova Scotia vor. Didymella-Stängelfäule ist an Tomate in Europa recht verbreitet. Sie kommt auch auf Kartoffel und Aubergine vor. Ebenso auf Pflanzen und Samen von Paprika.

### Ähnliche Krankheiten
Die Krankheit kann mit Stängelfäulen verursacht durch Graufäule (Botrytis cinerea) oder Kraut- und Braunfäule (Phytophthora infestans) oder Dürrfleckenkrankheit (Alternaria solani) verwechselt werden. Die Bildung von Pyknidien sind aber für Didymella lycopersici charakteristisch, da sie mit einer Lupe mit 5- bis 10-facher Vergrößerung zu sehen sind. Auch der sehr seltene Wurzelbefall ist ein Indiz für die Krankheit. B. cinerea bildet Sporenrasen aus.

## Geschichte
Klebahn beschrieb 1921 das erste Mal Perithezien von Didymella lycopersici und benannte den Pilz. Erst 1944 gelang dies auch Hickman, der den Fund damit bestätigen konnte. 2005 gehört Didymella-Stängelfäule in Estland zu den drei wichtigsten Pilzkrankheiten bei der Kultur von Tomaten im Folienhaus.

## Formen und Synonyme
Didymella lycopersici gehört zu den pleomorphen Organismen, d. h., er bildet eine Haupt- und eine Nebenfruchtform aus. Die Anamorphe (Nebenfruchtform) wird Phoma lycopersici genannt. Folgende Synonyme für Phoma lycopersici wurden beschrieben: Diplodina lycopersici, Phoma ferrarisii, Ascochyta lycopersici, Sphaeronaema lycopersici, Diplodina lycopersicola, Ascochyta socia.